# David Boller

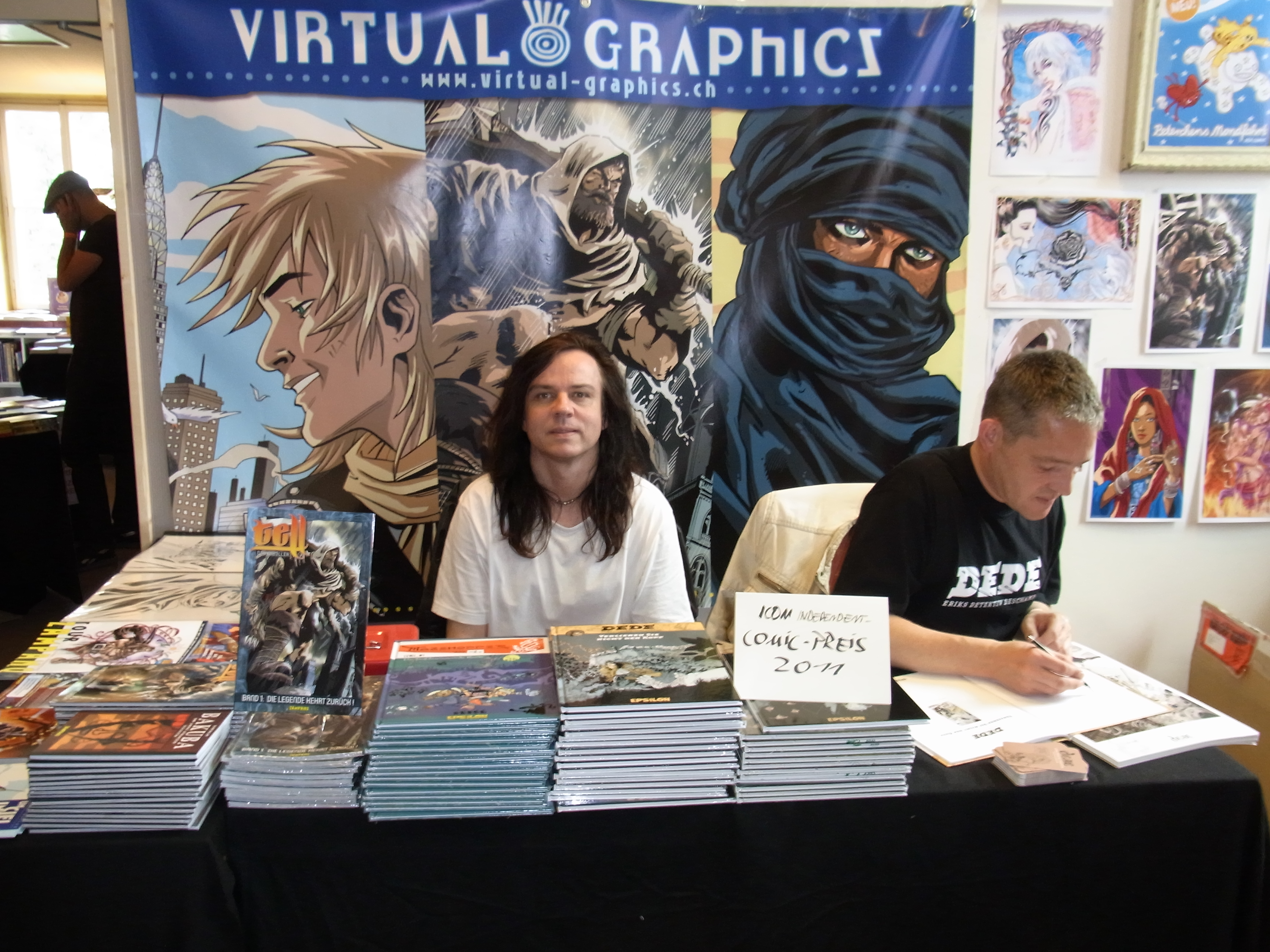
David Boller auf dem Comicfestival München 2011

David Boller (* 31. März 1968 in Zürich) ist ein Schweizer Comicautor und Verleger.

## Leben
David Boller war schon als Kind vom Comic fasziniert, wobei ihn Manga, frankobelgische Comics und Superhelden-Comics aus den Vereinigten Staaten gleichermaßen interessierten. Sein erstes Fanzine, Funni, veröffentlichte er mit 14 Jahren und orientierte sich darin an Vorbildern wie André Franquin und Greg. Sein zweites, Schatten, kam ab 1988 auf sechs Ausgaben. Laut Volker Hamann ist Boller darin bereits „als talentierter und stilistisch sicherer Comickünstler“ erkennbar.
Anfang der 1990er Jahre, laut Angaben in Bollers autobiographischen Comic Ewiger Himmel von Herbst 1992 bis Sommer 1994, absolvierte er die Joe Kubert School of Cartoon and Graphic Art in Dover (New Jersey). Parallel dazu zeichnete er, ohne Arbeitserlaubnis und gegen die Anweisung Joe Kuberts, einige Aufträge für Marvel Comics: eine Geschichte in einem Excalibur-Jahrbuch, zwei Hefte einer Spider-Man-Nebenserie sowie einige Hefte von Night Trasher. Die Doppelbelastung der professionellen Tätigkeit und des Unterrichts zwang ihn jedoch dazu, die Arbeit für Marvel vor dem Schulabschluss abzubrechen. Als Dozent an der Kubert School lernte Boller Tim Hildebrandt kennen und durch ihn dessen Zwillingsbruder Greg und Nichte Mary.
Boller zeichnete auch nach dem Abschluss weiterhin für Marvel, weiters für DC Comics, Acclaim Comics, Wildstorm, Top Cow und WaRP Graphics. Er heiratete Mary Hildebrandt und schuf mit Kaos Moon für Caliber Comics seine erste Serie mit eigenen Figuren. Unter dem Pseudonym Lime veröffentlichte er gemeinsam mit seiner Frau 2006 und 2007 Evergrey und Yaru, zwei Comicbände im „Mangastil“, bei der deutschen Niederlassung von Tokyopop. Ebenfalls 2007 erschien der „französische Manga“ Exécutrice Women nach einem Szenario von Nick Meylaender bei Les Humanoïdes Associés. Darüber hinaus arbeitete David Boller in seiner Zeit in den Vereinigten Staaten unter anderen an Storyboards.
2008 siedelten David Boller und Mary Hildebrandt in die Schweiz über. Boller gründete eine Onlineplattform für Webcomics und einen Verlag namens Zampano. Für die Webcomicseite erhielt er eine lobende Erwähnung im Rahmen des ICOM Independent Comic Preis 2011, der Verlag wurde in Virtual Graphics umbenannt. Boller veröffentlicht in der Regel seine und fremde Werke parallel auf Deutsch, Englisch und Französisch. 2014 erschien zudem als Auftragswerk nach einem Szenario des Verlegers Reinhard Pietsch die von Boller gezeichnete Comicadaption von Karl Kraus’ Die letzten Tage der Menschheit.

## Werke

### Kaos Moon
Mit Kaos Moon konnte Boller erstmals in den Vereinigten Staaten eine Comic-Heftreihe mit eigenen Figuren umsetzen. Insgesamt vier reguläre Hefte erschienen bei Caliber Comics, die auch für den deutschsprachigen Raum vom Alpha Comic Verlag lizenziert und im Magazin Schwermetall sowie in zwei Alben veröffentlicht wurden. Einige Kurzgeschichten erschienen in Anthologieheften, zwei davon ebenfalls im Schwermetall auf Deutsch. Beungünstigt durch die Krise des US-amerikanischen Comicmarktes 1996, mitausgelöst durch den Konkurs des Comicvertriebs Capital City Distribution, sowie der rechtlichen Probleme des Alpha Verlags erschienen allerdings nur vier reguläre Hefte und ein paar Kurzgeschichten in Anthologien. 2011 erschienen sämtliche Geschichten, einschließlich einer bislang unveröffentlichten, bei Zampano.

### Bakuba und andere afrikanische Geschichten
Die sechs Kurzgeschichten der Sammlung, die Boller als ersten Band seines Verlages veröffentlichte, entstanden zwischen 1990 und 2009. Die Titelgeschichte, Bakuba, ist die älteste und wurde erstmals in Schatten veröffentlicht.

### Ewiger Himmel
Die ersten sechs von acht Kapiteln wurden parallel als Webcomic auf Zampano und im Magazin Comix (mit Unterbrechungen von Ausgabe 06/2010 bis 01/2013) vorveröffentlicht. David Boller verarbeitet darin seine Zeit in den Vereinigten Staaten als autobiografischen Comic.

### Aïr
Die historische Geschichte eines Aufstandes der Tuareg ist auf zwei Alben ausgelegt. Das erste erschien ebenfalls auf Zampano und in Comix (Ausgabe 11/2011 bis 02/2012), bevor die Buchausgabe folgte.

### Comicladies
Geschichten aus der Erotikwelt: Der Leser soll einen Einblick in den Alltag von Prostituierten und Club-Besitzern erhalten. 2016 erschien der erste Band: Fifis Bordellabenteuer.

## Bibliographie
US-amerikanische Heftserien
- 1993: Excalibur Annual (1 Geschichte; Bleistift; Marvel Comics)
- 1993: The Lethal Foes of Spider-Man (2 Hefte; Bleistift; Marvel Comics)
  - Nachdruck in Spider-Man: Deadly Foes of Spider-Man (2011)
- 1993–94: Night Trasher (8 Hefte; Bleistift; Marvel Comics)
- 1994: Nova (2 Hefte; Bleistift; Marvel Comics)
- 1994–95: Elf Quest: Jink (5 Hefte; Bleistift; WaRP Graphics)
- 1995: Spider-Man 2099 (7 Geschichten; Bleistift, Tusche; Marvel Comics)
- 1995: Ghost Rider Special Edition (2 Hefte; Bleistift; Marvel Comics)
- 1995: X-Men: Time Gliders (1 Heft; Bleistift; Marvel Comics)
- 1996: Raven Chronicles (1 Heft; Bleistift, Tusche; Caliber Comics)
- 1996: Kaos Moon (4 Hefte und 2 Geschichten; Autor, Bleistift, Tusche; Caliber Comics)
  - Nachdruck in Kaos Moon Full Cycle (1997)
  - 2 Geschichten (1999; Autor, Bleistift, Tusche; Avatar Press)
  - Deutsche Ausgabe in Schwermetall (diverse Geschichten, 1996–98; Alpha-Comic Verlag)
  - Deutsche Ausgabe in Schwermetall präsentiert Nr. 80 (Heft 1 und 2; 1997; Alpha-Comic Verlag)
  - Deutsche Ausgabe in Schwermetall präsentiert Nr. 81 (Heft 3 und 4; 1998; Alpha-Comic Verlag)
  - Deutsche Ausgabe in Kaos Moon Wiedergeburt (sämtliche Geschichten; 2011; Zampano)
  - Französische Ausgabe in Kaos Moon Renaissance (sämtliche Geschichten; 2012; Virtual Graphics)
- 1996: Be X-Tra Safe With The X-Men (1 Heft; Bleistift; Marvel Comics)
- 1996: Legend of Jedit Ojanen on the World of Magic: The Gathering (2 Hefte; Bleistift, Tusche; Acclaim Comics)
- 1996: Killer Instinct (1 Heft; Bleistift; Acclaim Comics)
- 1997: Spider-Man: Father’s Day Is Every Day (1 Heft; Bleistift; Marvel Comics)
- 1997: Magnus Robot Fighter (2 Hefte; Bleistift; Valiant Comics)
- 1997: Tapestry Anthology (1 Geschichte; Autor, Bleistift, Tusche; gemeinsam mit Mary Hildebrandt; Caliber Comics)
- 1998: The Batman Chronicles (1 Geschichte; Bleistift; DC Comics)
- 1999–2000: Ascension (2 Hefte; Bleistift; Image Comics)
  - Deutsche Ausgabe in Ascension 13, 16 (2000–01; Infinity Verlag)
- 1999: Legacy of Kain: Soul Reaver (1 Heft; Bleistift, Tusche; Top Cow Comics)
  - Deutsche Ausgabe in Tomb Raider 2 (2000; Ehapa Verlag)
- 1999: JLA 80-Page Giant (1 Geschichte; Bleistift; DC Comics)
- 2000: The Darkness (1 Heft; Bleistift, Tusche; Image Comics)
  - Nachdruck in The Darkness: Flesh & Blood (2000)
  - Nachdruck in Darkness Compendium vol. 1 (2006)
  - Deutsche Ausgabe in The Darkness 17 (2001; Infinity Verlag)
- 2000: Fear Effect (1 Heft; Bleistift; Image Comics)
- 2000: Witchblade: Destiny’s Child (3 Hefte; Bleistift; Image Comics)
  - Deutsche Ausgabe in Witchblade: Destiny’s Child Heft 1–3 (2002–03; Infinity Verlag)
  - Französische Ausgabe in Witchblade 5: Destiny’s Child (2000; Semic)
- 2000: Wildstorm Thunderbook (1 Geschichte; Bleistift; DC Comics)
- 2001: Tales of Witchblade (1 Heft; Bleistift; Image Comics)
  - Deutsche Ausgabe in Top Cow Sonderheft 6 (2001; Infinity Verlag)

Comics für europäische Verlage
- 2006: Evergrey (1 Band; Autor, Zeichnungen; gemeinsam mit Mary Hildebrandt; Tokyopop Deutschland)
- 2007: Yaru (1 Band; Autor, Zeichnungen; gemeinsam mit Mary Hildebrandt; Tokyopop Deutschland)
- 2007: Exécutrices Women (1 Band; Zeichnungen; Les Humanoïdes Associés)
  - Erstes Kapitel vorabgedruckt im Magazin Shogun Mag (2 Hefte; 2007)
- 2010: Bakuba und andere afrikanische Geschichten (1 Band; Autor, Zeichnungen; Zampano/Virtual Graphics)
  - Französische Ausgabe Bakuba et autres contes africains (2012; Virtual Graphics)
- 2010–14: Tell (2 von 3 Bänden; Autor, Zeichnungen, Kolorierung; Zampano/Virtual Graphics)
  - Französische Ausgabe Tell (2011–14; Virtual Graphics)
- 2012: Aïr (1 von 2 Bänden; Autor, Zeichnungen, Kolorierung; Zampano/Virtual Graphics)
  - Komplett vorabgedruckt im Magazin Comix (3 Hefte; 2011–12)
  - Französische Ausgabe Aïr (2012; Virtual Graphics)
- 2013: Ewiger Himmel. Ein Schweizer in Amerika (1 Band; Autor, Zeichnungen; Zampano/Virtual Graphics)
  - Kapitel 1–6 vorabgedruckt im Magazin Comix (22 Hefte; 2010–13)
  - Französische Ausgabe Un ciel infini (2013; Virtual Graphics)
- 2010: Endstation Natur (1 Geschichte in: Strapazin 101; Autor, Zeichnungen)
- 2014: Die letzten Tage der Menschheit (1 Band; Zeichnungen; Herbert Utz Verlag)